# Longo (famiglia veneziana)

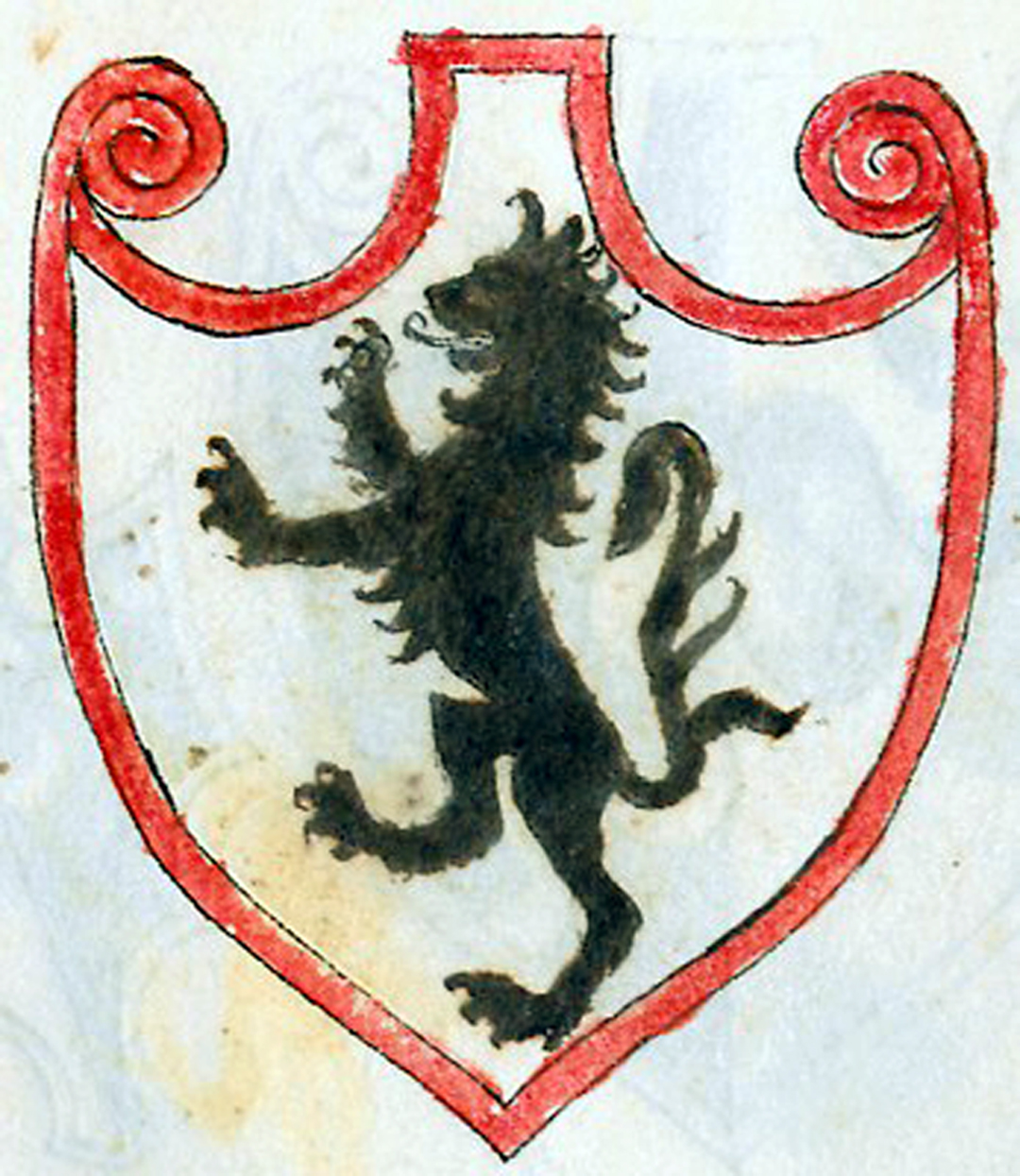
Stemma Longo veneto, MS Famiglie venete con le loro armi.

I Longo furono una famiglia patrizia veneziana, annoverata fra le cosiddette Case Nuove.

## Storia
Poche e incerte sono le informazioni sull'origine di questa antica famiglia, che talune fonti asseriscono essere oriunda di Padova o Rimini. Alcuni la ritengono presente in laguna già dal 560 (o forse anche prima), poiché in quell'anno sarebbe attestato un Luca Longo, magister equitum, che fece costruire vari edifici civili e religiosi del primitivo insediamento di Rivoalto.
Nel 1268 Gerardo Longo è nominato Supremo Comandante degli Eserciti della Repubblica.
Esclusi dal patriziato alla serrata del Maggior Consiglio del 1297, vi furono reintegrati nel 1381 nelle persone di Nicolò e Lorenzo Longo, distintisi per particolare valore militare nella guerra di Chioggia contro Genova.
Delle attività della famiglia rimangono poche tracce a causa della  scarsa partecipazione alla vita politica. 
I Longo acquisirono nuova fama in occasione della prima guerra Turco-Veneziana quando nel 1470 il sopracomito Girolamo Longo venne catturato e barbaramente impalato. Pare che per il suo valore nel combattimento gli fosse stata concessa la libertà a patto della conversione, ma egli rifiutò affermando davanti al sultano "sono Veneziano e Cristiano" . Il Doge Cristoforo Moro concesse esequie solenni.
Nel settecento la famiglia si divise in due rami. Il ramo rimasto a vivere nel palazzo in San Marziale si estinse alla fine del secolo. L'altro si trasferì in una dimora alle Zattere.
Alla caduta della Serenissima e 
con l'arrivo degli austriaci in Veneto, i Longo ottennero la conferma della propria nobiltà con Sovrana Risoluzione del 16 novembre 1817.

## Membri illustri
- Jacopo Longo (XII - XIII secolo), ammiraglio veneziano.

- Girolamo Longo (XVI secolo)) , ammiraglio Veneziano

## Luoghi e architetture

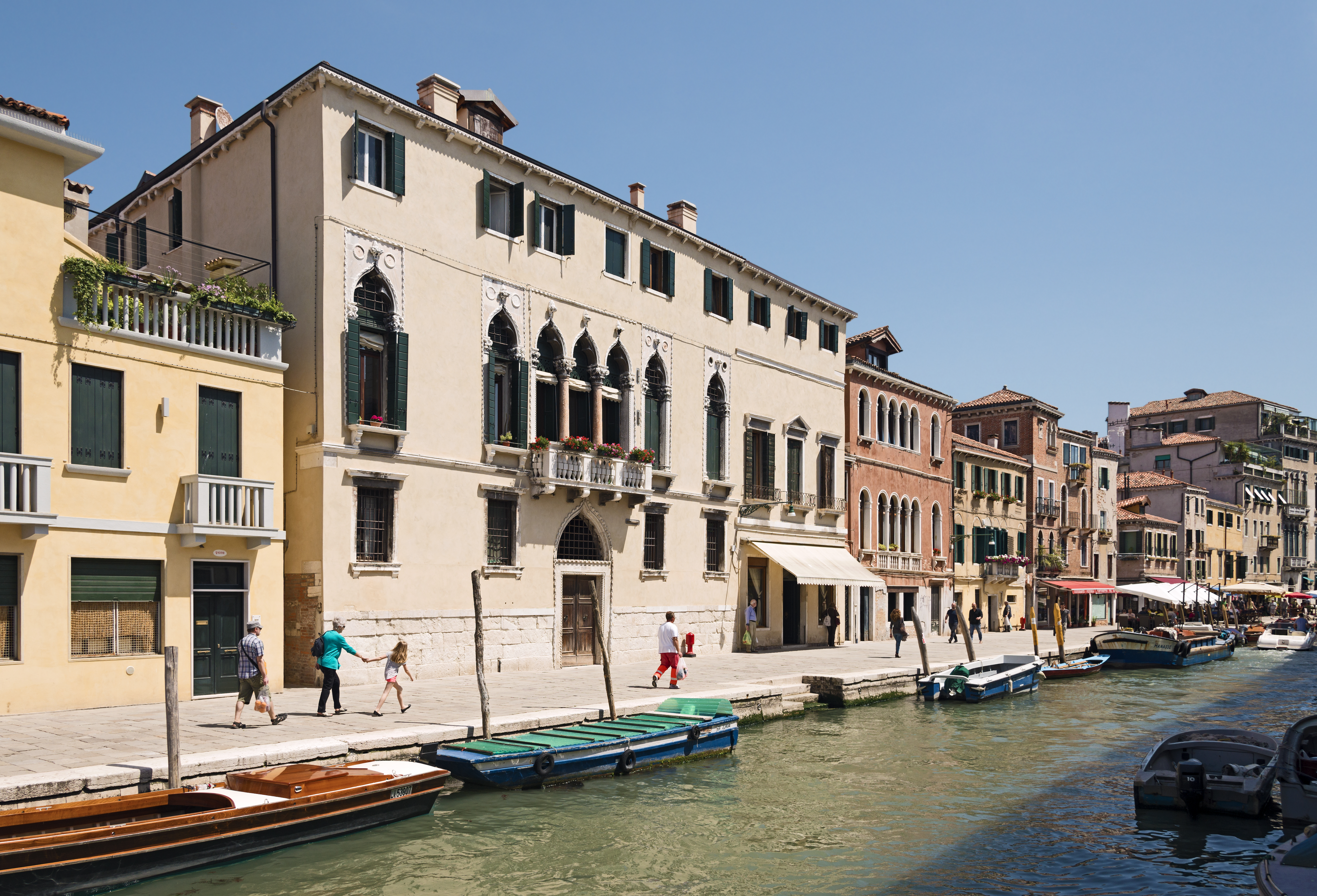
Palazzo Longo a Cannaregio

- Palazzo Longo, a Cannaregio.